# Кубок Уельсу з футболу 2019—2020
Кубок Уельсу з футболу 2019–2020 — 133-й розіграш кубкового футбольного турніру в Уельсі. Титул захищає Нью-Сейнтс. 
У зв'язку з Пандемією COVID-19 31 липня 2020 року Футбольна асоціація Уельсу вирішила припинити проведення турніру.

## Календар
| Раунд                        | Дата                         | Матчі | Клуби     |
| ---------------------------- | ---------------------------- | ----- | --------- |
| Перший кваліфікаційний раунд | 29-31 серпня 2019            | 53    | 192 → 139 |
| Другий кваліфікаційний раунд | 27 вересня - 5 жовтня 2019   | 47    | 139 → 92  |
| Перший раунд                 | 18 жовтня - 2 листопада 2019 | 40    | 92 → 52   |
| Другий раунд                 | 9-16 листопада 2019          | 20    | 52 → 32   |
| 1/16 фіналу                  | 6-14 грудня 2019             | 16    | 32 → 16   |
| 1/8 фіналу                   | 24-25 січня 2020             | 8     | 16 → 8    |
| 1/4 фіналу                   | 28 лютого - 3 березня 2020   | 4     | 8 → 4     |
| 1/2 фіналу                   | 4-5 квітня 2020              | 2     | 4 → 2     |
| Фінал                        |                              | 1     | 2 → 1     |

## 1/16 фіналу
| Команда 1                | Рахунок | Команда 2                     |
| ------------------------ | ------- | ----------------------------- |
| 6 грудня 2019            |         |                               |
| Колвін-Бей (2)           | 1:0 дч  | Ейрбас                        |
| Кармартен Таун           | 0:4     | Амманфорд (2)                 |
| 7 грудня 2019            |         |                               |
| Аберіствіт Таун          | 2:1     | Ратін Таун (2)                |
| Абертіллері Блубердс (4) | 0:3     | Коннаг'с Куей Номандс         |
| Аван Лідо (2)            | 5:1     | Лландидно (2)                 |
| Баррі Таун               | 0:1     | Ньютаун                       |
| Кардіфф МЮ               | 1:0     | Понтипрідд Таун (2)           |
| Кевн Друїдс              | 2:0     | Гвілсфілд (2)                 |
| Флінт Таун Юнайтед (2)   | 2:0     | Бала Таун                     |
| Гойтр Юнайтед (2)        | 0:4     | Карнарвон Таун                |
| Пенринкоч (2)            | 1:2     | Престатін Таун (2)            |
| Понтардаве Таун (3)      | 3:1     | Баклі Таун (2)                |
| Ріл (2)                  | 2:0     | СТМ Спортс (2)                |
| Свонсі Юніверсіті (2)    | 3:0     | Кембріан-енд-Клайдеч-Вейл (2) |
| Нью-Сейнтс               | 9:0     | Молд Александра (3)           |
| 14 грудня 2019           |         |                               |
| Пенібонт                 | 6:1     | Портмедог (2)                 |

## 1/8 фіналу
| Команда 1              | Рахунок | Команда 2           |
| ---------------------- | ------- | ------------------- |
| 24 січня 2020          |         |                     |
| Флінт Таун Юнайтед (2) | 3:2     | Колвін-Бей (2)      |
| Амманфорд (2)          | 0:4     | Карнарвон Таун      |
| Пенібонт               | 1:2     | Кардіфф МЮ          |
| 25 січня 2020          |         |                     |
| Коннаг'с Куей Номандс  | 8:0     | Аван Лідо (2)       |
| Кевн Друїдс            | 2:0     | Понтардаве Таун (3) |
| Ньютаун                | 4:1     | Ріл (2)             |
| Свонсі Юніверсіті (2)  | 0:1     | Престатін Таун (2)  |
| Нью-Сейнтс             | 4:0     | Аберіствіт Таун     |

## 1/4 фіналу
| Команда 1              | Рахунок | Команда 2          |
| ---------------------- | ------- | ------------------ |
| 28 лютого 2020         |         |                    |
| Карнарвон Таун         | 4:0     | Кевн Друїдс        |
| 29 лютого 2020         |         |                    |
| Нью-Сейнтс             | 6:1     | Ньютаун            |
| Коннаг'с Куей Номандс  | 1:2     | Кардіфф МЮ         |
| 3 березня 2020         |         |                    |
| Флінт Таун Юнайтед (2) | 0:1     | Престатін Таун (2) |

## 1/2 фіналу
| Команда 1          | Рахунок | Команда 2  |
| ------------------ | ------- | ---------- |
| 4 квітня 2020      |         |            |
| Карнарвон Таун     | :       | Кардіфф МЮ |
| 5 квітня 2020      |         |            |
| Престатін Таун (2) | :       | Нью-Сейнтс |